# گما
انجمن حقوق اجرای موسیقی و حق تکثیر مکانیکی (آلمانی: Gesellschaft für musikalische Aufführungs- und mechanische Vervielfältigungsrechte) یا به اختصار «گِما» (آلمانی: GEMA) نام یک انجمن جمع‌آوری بهره مالکانه و حمایت از حق تکثیر و حقوق مربوط به اجرا و پخش موسیقی در کشور آلمان است که با مجوز دولت فعالیت می‌کند و ۲ مقر اصلی آن، در شهر برلین و مونیخ واقع است.
کار این انجمن، جمع‌آوری حق مؤلف (به عنوان مثال، حق تکثیر مکانیکی، حق پخش در رادیو و تلویزیون، حق استفاده از موسیقی در سایر رسانه‌ها) و رساندن آن به صاحبان اصلی‌اش (آهنگسازان، ترانه‌سرایان، پدیدآوران) است که عضو این انجمن باشند.